# Мичалович, Слобода
Слобода Мичалович-Четкович (серб. Слобода Мићаловић-Ћетковић, род. 21 августа 1981, Лесковац), более известная как Слобода Мичалович — сербская актриса.  

## Биография
Слобода Мичалович родилась 21 августа 1981 года в городе Лесковац, СР Сербия, Югославия. Её мать Милица Мичалович — парикмахер, а отец Драган Мичалович — актёр (умер в июне 2017 г.). У Слободы есть старшая сестра Мирьяна и младшая — Драгана.
С восьми лет пела в хоре и училась в начальной музыкальной школе, после окончания которой поступила в среднюю музыкальную школу «Станислав Бинички». Также занималась спортом и танцами.
В 1999 году, сразу же после бомбардировки Югославии, Слобода поступила на Факультет драматического искусства в Белграде. Первую серьёзную роль она получила в популярной театральной пьесе «Коштана» Борисава Станковича. Когда Слобода училась на третьем курсе, режиссёр Здравко Шотра пригласил её на кастинг своего нового фильма «Зона Замфирова». На главную роль также претендовала другая сербская актриса — Катарина Радивоевич.

## Личная жизнь
12 мая 2008 года вышла замуж за сербского актёра Войина Четковича, с которым она познакомилась на съёмках фильма «Зона Замфирова».
12 января 2010 года у пары родились близнецы - Мила и Вера.

## Фильмография

### Телевидение
| Год       | Русское название          | Оригинальное название         | Роль                       | Примечания |
| --------- | ------------------------- | ----------------------------- | -------------------------- | ---------- |
| 2002      |                           | Класа 2002                    |                            | Телефильм  |
| 2002      | Зона Замфирова            | Зона Замфирова                | Васка                      | Телефильм  |
| 2002      |                           | Ко чека дочека                |                            | Телефильм  |
| 2002      | Подиум                    | Подијум                       | Эмануэла                   |            |
| 2003      |                           | Лаку ноћ, децо                |                            |            |
| 2003      |                           | Илка                          | Драга                      | Телефильм  |
| 2004      |                           | Трагом Карађорђа              | Елена                      |            |
| 2004      | Ограбление Третьего рейха | Пљачка Трећег рајха           | еврейка Сара               | Телефильм  |
| 2003-2007 |                           | M(j)esoviti brak              | Елена Чадженович           |            |
| 2007      |                           | Осма седница или живот је сан |                            | Телефильм  |
| 2007-2008 | Не сдавайся, Нина!        | Не дај се, Нина!              | Ванесса Тинтор             |            |
| 2008      | Королевство Сербия        | Краљевина Србија              | королева Наталья Обренович | Телефильм  |
| 2008-2009 | Раненный орёл             | Рањени орао                   | Анджелика Боянич           |            |
| 2009      | Мансарда                  | Мансарда                      | Кики                       |            |
| 2011-2012 | Непобедимое сердце        | Непобедиво срце               | Милена Новакович           |            |
| 2012-2013 |                           | Јагодићи                      | Аида                       |            |
| 2015-2016 |                           | Чизмаши                       | София                      |            |
| 2016      | По млечному пути          | На млечном путу               | Милена                     | Телефильм  |
| 2016-2017 |                           | Santa Maria della Salute      | Ольга Дунджерски           |            |
| 2017      |                           | Немањићи - рађање краљевине   | Анна Дандоло               |            |

### Фильмы
| Год  | Русское название | Оригинальное название | Роль  | Примечания             |
| ---- | ---------------- | --------------------- | ----- | ---------------------- |
| 2011 |                  | The Runner            | Тияна | Короткометражный фильм |